# هارفي إدوارد فيسك
هارفي إدوارد فيسك (بالإنجليزية: Harvey Edward Fisk)‏ هو مصرفي أمريكي، ولد في 26 مارس 1856 في جيرسي سيتي في الولايات المتحدة، وتوفي في 8 أكتوبر 1944 في ترنتون في الولايات المتحدة.